# Žygimantas Jonušas
Žygimantas Jonušas (Klaipėda, 22 febbraio 1982) è un ex cestista lituano.

## Carriera
Dopo un lungo girovagare tra Lituania, Germania e Ucraina all'età di 30 anni approda in Italia alla Juvecaserta Basket.